# Ботанический сад Миссури

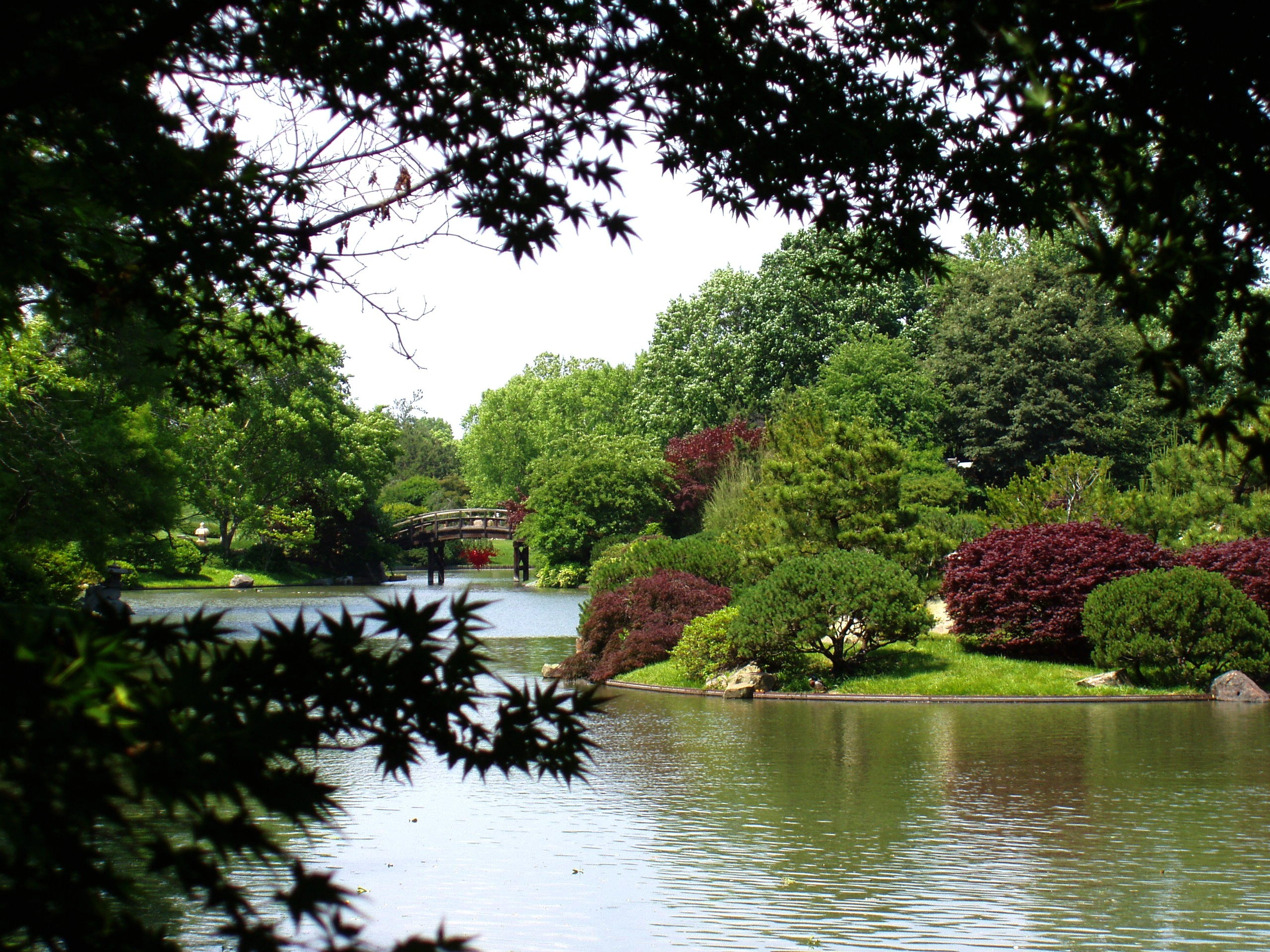
Seiwa-en — японский сад на территории Ботанического сада Миссури

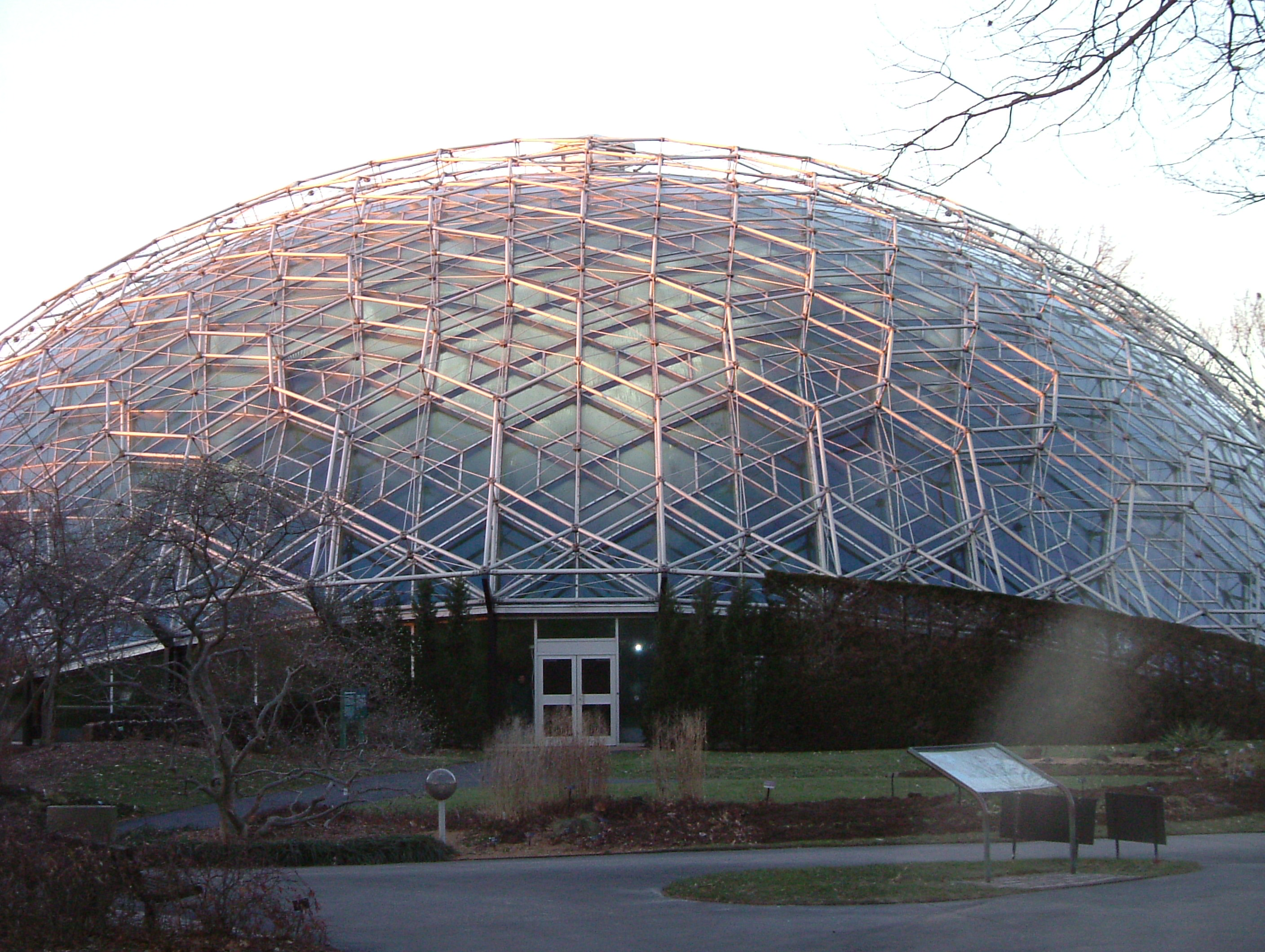
Климатрон ботанического сада Миссури

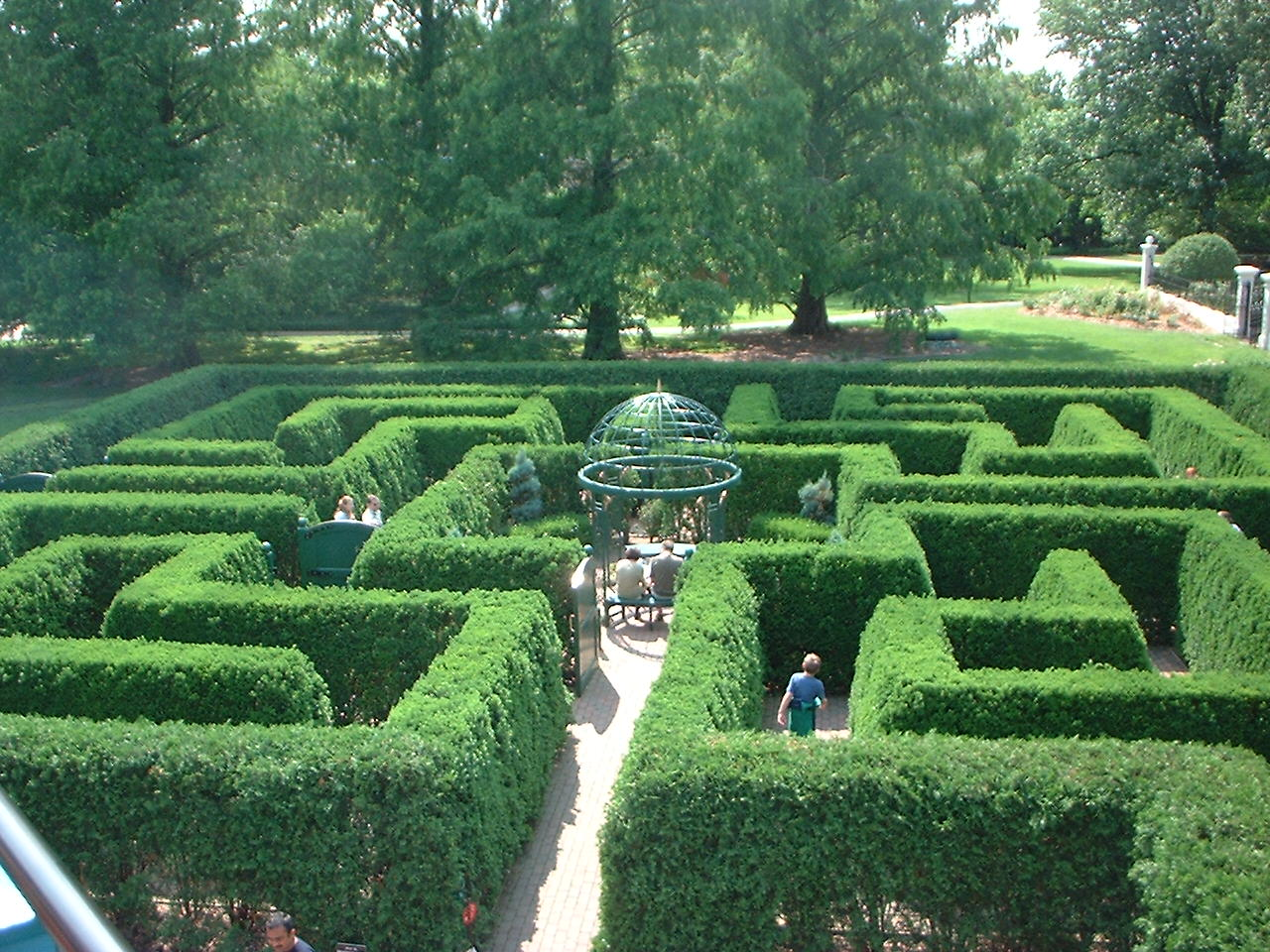
Лабиринт

Ботанический сад Миссури, или Миссурийский ботанический сад (англ. Missouri Botanical Garden) — ботанический сад в городе Сент-Луис штата Миссури, США. Площадь сада — 32 га.
Ботанический сад Миссури известен как крупный международный исследовательский и образовательный ботанический центр.

## История
Ботанический сад начал развиваться в 1851 году как частный сад вокруг дома американского бизнесмена, ботаника-любителя и филантропа Генри Шоу (1800—1889). В 1859 году ботанический сад был открыт для публики. По фамилии своего основателя сад известен также под названием Shaw’s Garden. Этот ботанический сад — один из старейших на территории США.

## Объекты
В состав ботанического сада входят следующие объекты:
- Японский сад, называемый Seiwa-en[англ.], площадью 5,7 га.
- Климатрон — специальная оранжерея в форме геодезического купола, в которой поддерживается определённый климат. Построена в 1960 году. Климатрон ботанического сада Миссури стал прообразом для геодезических куполов американского фантастического фильма «Молчаливый бег» («Молчаливое бегство»).
- Сад бабочек, или Дом бабочек[англ.] — специальное сооружение, построенное в 1997 году, с различными экспозициями, посвящёнными бабочкам, а также с помещением площадью 740 м², в котором свободно содержится около 80 видов тропических бабочек.
- Башня Grove House 1849 года постройки (загородный дом Генри Шоу в итальянском стиле) и Сад лечебных трав («аптекарский огород»).
- Дом Линнея 1882 года постройки. Считается, что это старейшая постоянно действующая оранжерея к западу от реки Миссисипи. С конца 1930-х годов Дом Линнея используется в основном для выращивания камелий.
- Мраморная статуя «Победа науки над невежеством» скульптора Карло Николи[итал.] — копия оригинальной статуи скульптора Винченцо Консани[англ.], установленной в Палаццо Питти во Флоренции.
- Gladney Rose Garden — сад роз с беседками.
- Сад для детей, на территории которой имеется так называемая «деревня первопроходцев (пионеров)».
- Водная шлюзовая система, похожая на систему шлюзов Панамского канала.
- Поместье основателя сада Генри Шоу 1850 года постройки.

## The Plant List
В декабре 2010 года был открыт энциклопедический интернет-проект (электронная база данных) The Plant List (в переводе — «Список растений») — совместная разработка Королевских ботанических садов Кью (Великобритания) и Ботанического сада Миссури. Данный интернет-проект обеспечивает свободный доступ к информации о номенклатуре современных (неископаемых) таксонов, относящихся к царству растений. В первой версии проекта в базу данных The Plant List было включено 1 040 426 названий растений в ранге вида, из которых статус действительных имели 298 900 названий; число действительных названий родов растений составляло 16 167, семейств растений — 620

## Angiosperm Phylogeny Website
На сайте Ботанического сада Миссури размещён информационный проект Angiosperm Phylogeny Website (APWeb, APW — «Сайт филогении покрытосеменных»), обеспечивающий доступ к информации о филогении и таксономии цветковых растений. Проект поддерживается большей частью Петером Стивенсом — участником «Группы филогении покрытосеменных» (Angiosperm Phylogeny Group).

## Tropicos®
Сайт Tropicos ® первоначально был создан для внутреннего использования, но вскоре был сделан общедоступным. На сайте представлена информация о номенклатуре, библиографии и гербарных образцах растений, накопленная в электронных базах данных ботанического сада в течение последних 25 лет.